# Faverdines
Faverdines är en kommun i departementet Cher i regionen Centre-Val de Loire i de centrala delarna av Frankrike. Kommunen ligger  i kantonen Saulzais-le-Potier som tillhör arrondissementet Saint-Amand-Montrond. År 2022 hade Faverdines 134 invånare.

## Befolkningsutveckling
Antalet invånare i kommunen Faverdines
Referens:INSEE